# Radion gör inbrott
Radion gör inbrott (finska: Radio tekee murron) är en finländsk kriminalkomedifilm från 1951 i regi av Matti Kassila, med Hannes Häyrinen och Ritva Arvelo i huvudrollerna. I Sverige har den titeln På bar gärning. Den handlar om en ung radioreporter, Toivo, som iscensätter ett inbrott på Helsingfors konstmuseum för att skapa en nyhet. En grupp verkliga brottslingar har fått reda på planen och passar på att göra ett verkligt inbrott samma natt, och Toivo blir tvungen att hitta dem för att rentvå sig själv.
Filmen hade premiär i Finland 6 april 1951 och i Sverige 22 oktober 1958. Den tilldelades Jussi för bästa regi, manus och manliga skådespelare (Häyrinen). År 1952 kom en fristående uppföljare, Radion blir tokig, också i regi av Kassila och med Häyrinen i huvudrollen.

## Medverkande
- Hannes Häyrinen som Toivo Teräsvuori, radioreporter
- Ritva Arvelo som Eila Ritolampi
- Kullervo Kalske som inspektör Tammisalo
- Kunto Karapää som Mr. Knickerbocker, alias Robins
- Heikki Savolainen som Hämäläinen, skurk
- Matti Lehtelä som Lehtinen, skurk
- Kauko Käyhkö som Durando, alias Hans Lindström
- Uljas Kandolin som konstapel Rytky
- Lasse Pöysti som radioreporter
- Arvo Lehesmaa som Ranta
- Kaarlo Halttunen som Leo Laakso, ljudtekniker
- Kauko Vuorensola som konstapel Pehkonen

## Mottagande
Hans Kutter på Hufvudstadsbladet skrev att "filmen är den bästa SF gjort och också något av det bästa inhemsk film hittills åstadkommit". Nya Pressens recensent skrev: "Matti Kassila ... har gjort ett genomgående gott arbete och bl. a. är drömscenen i cellen utmärkt genomförd. ... Rent fotograftekniskt bjuder filmen på många positiva överraskningar – de nattliga glimtarna från järnvägsstationen och flykten genom Citypassagen är blott ett par exempel."